# Cypripedium franchetii
Franchet's Cypripedium (Cypripedium franchetii) là một loài lan trong chi Cypripedium.

## Hình ảnh

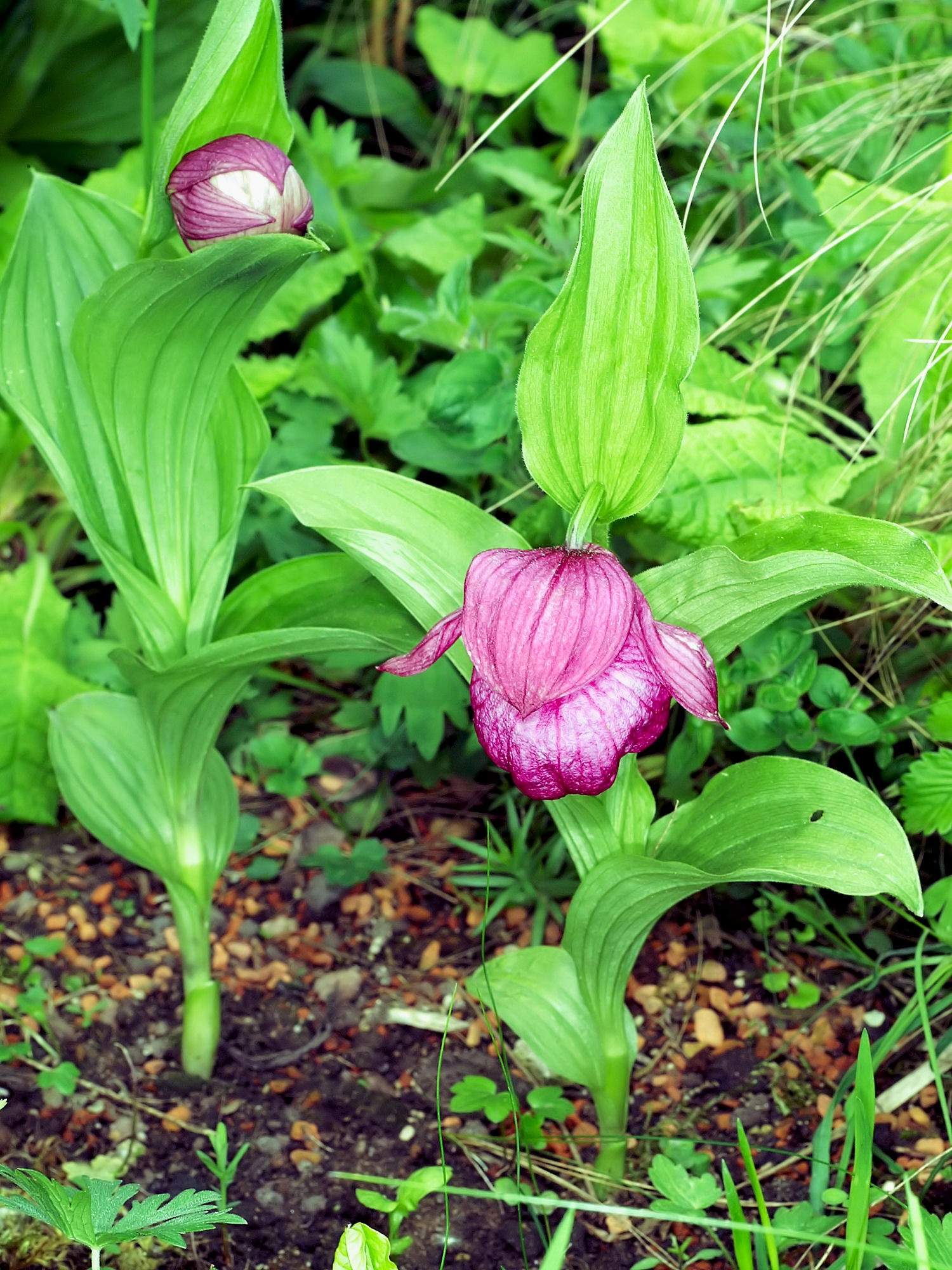
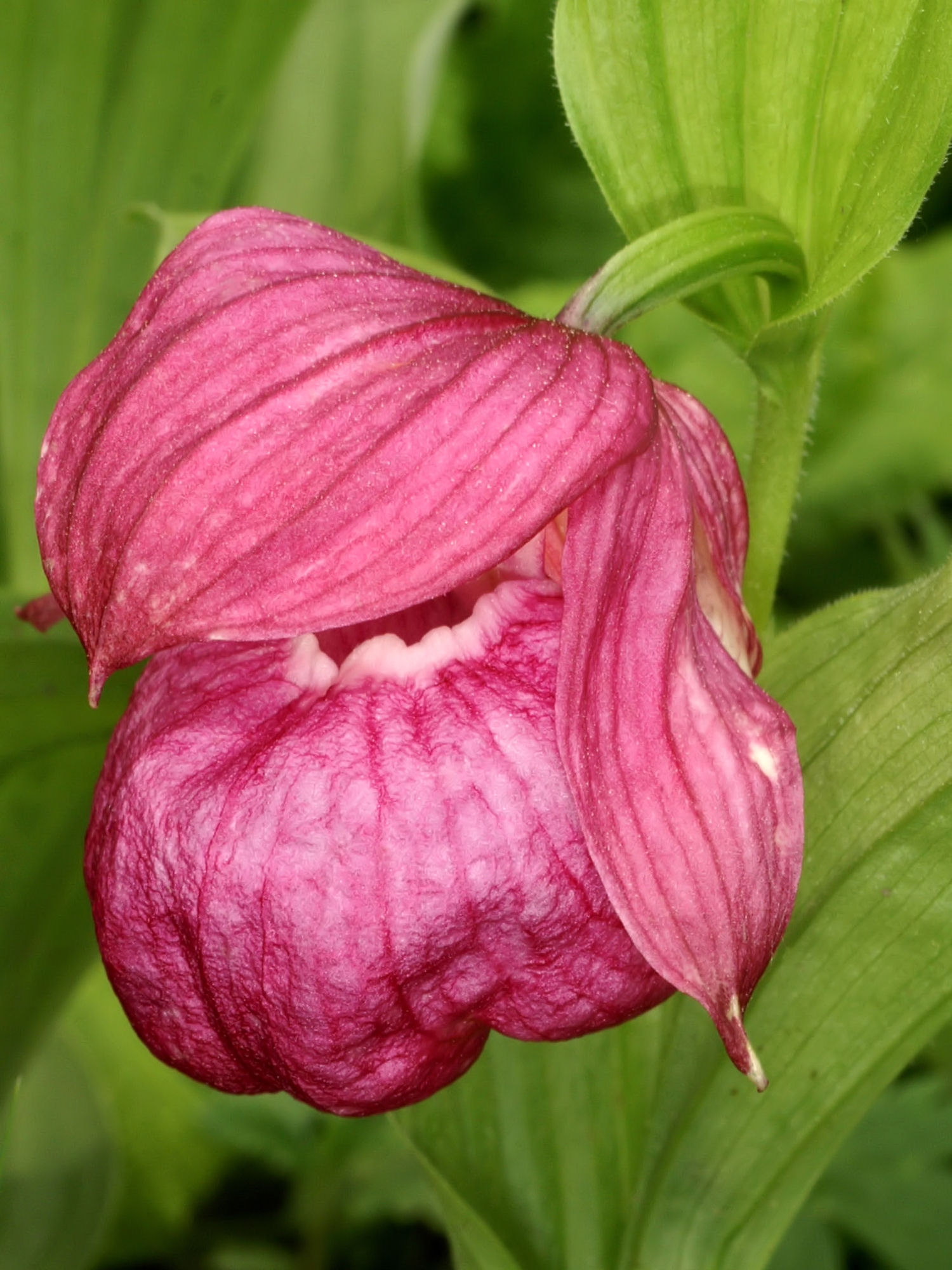
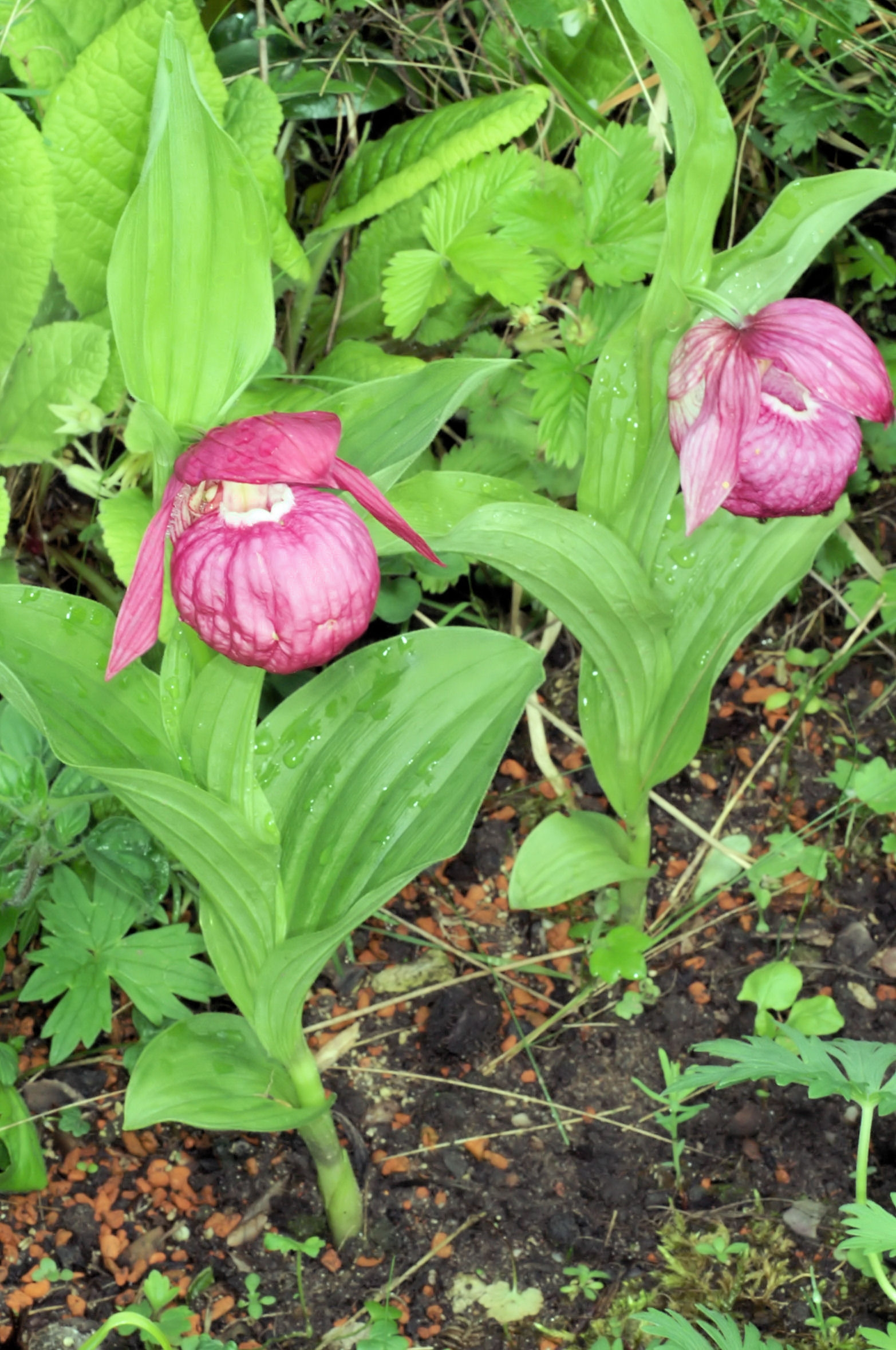
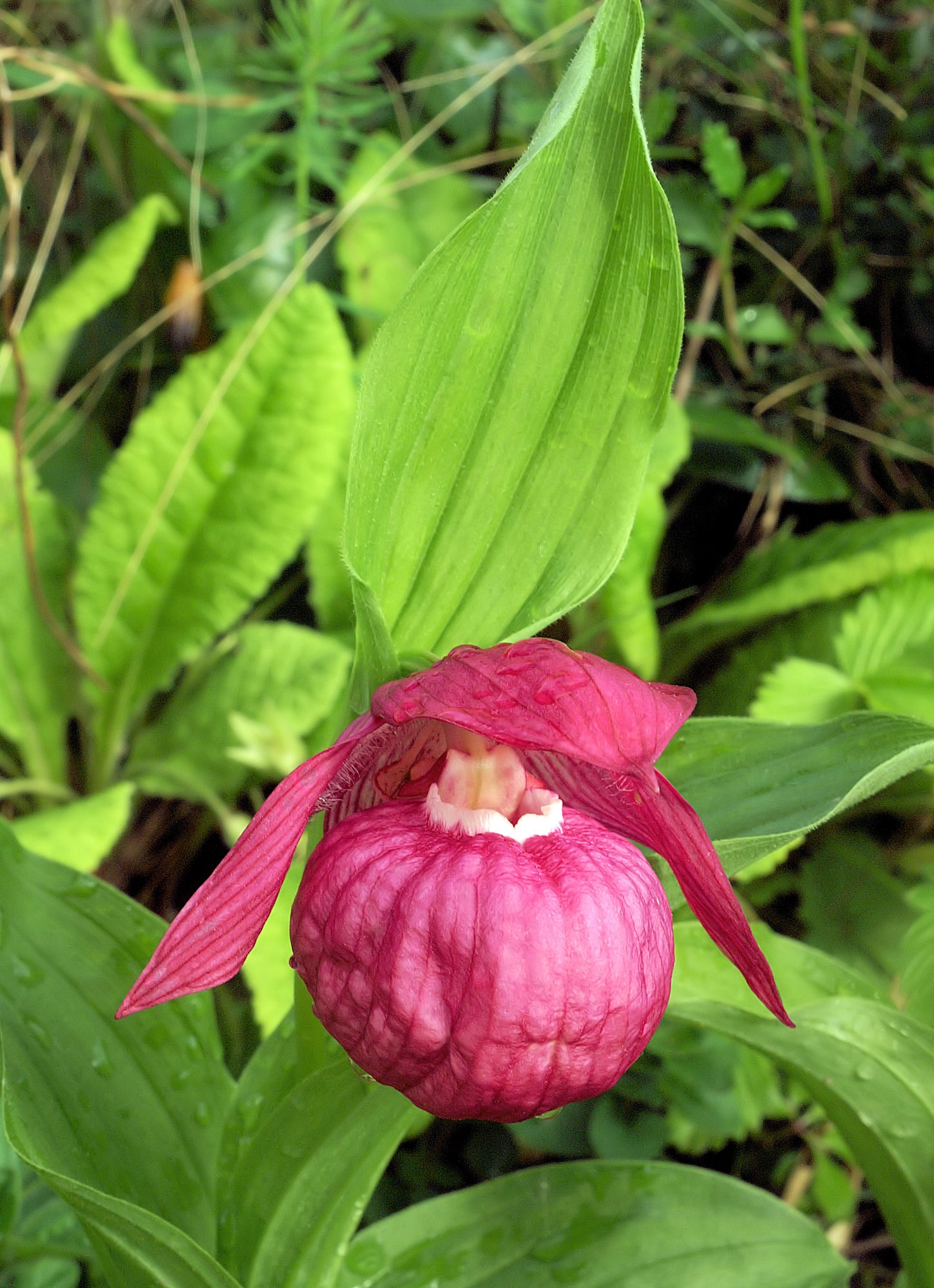